# Giò Sada
Giovanni Sada, noto come Giò Sada o Gulliver (Bari, 10 settembre 1989), è un cantautore e musicista italiano, vincitore nel 2015 della nona edizione del talent show X Factor.

## Biografia

### Primi anni
Nasce in una famiglia di artisti, in quanto la madre Paola è ballerina e musicista, mentre il padre Silvio è cantante e chitarrista del gruppo musicale Addosso agli Scalini e sua sorella Bruna è liutaia. Ha iniziato a cantare all'età di sette anni e poco più che adolescente segue le orme paterne militando in diversi collettivi musicali. Si iscrive a Beni Enogastronomici presso l'Università degli Studi di Bari Aldo Moro, abbandonando successivamente gli studi.

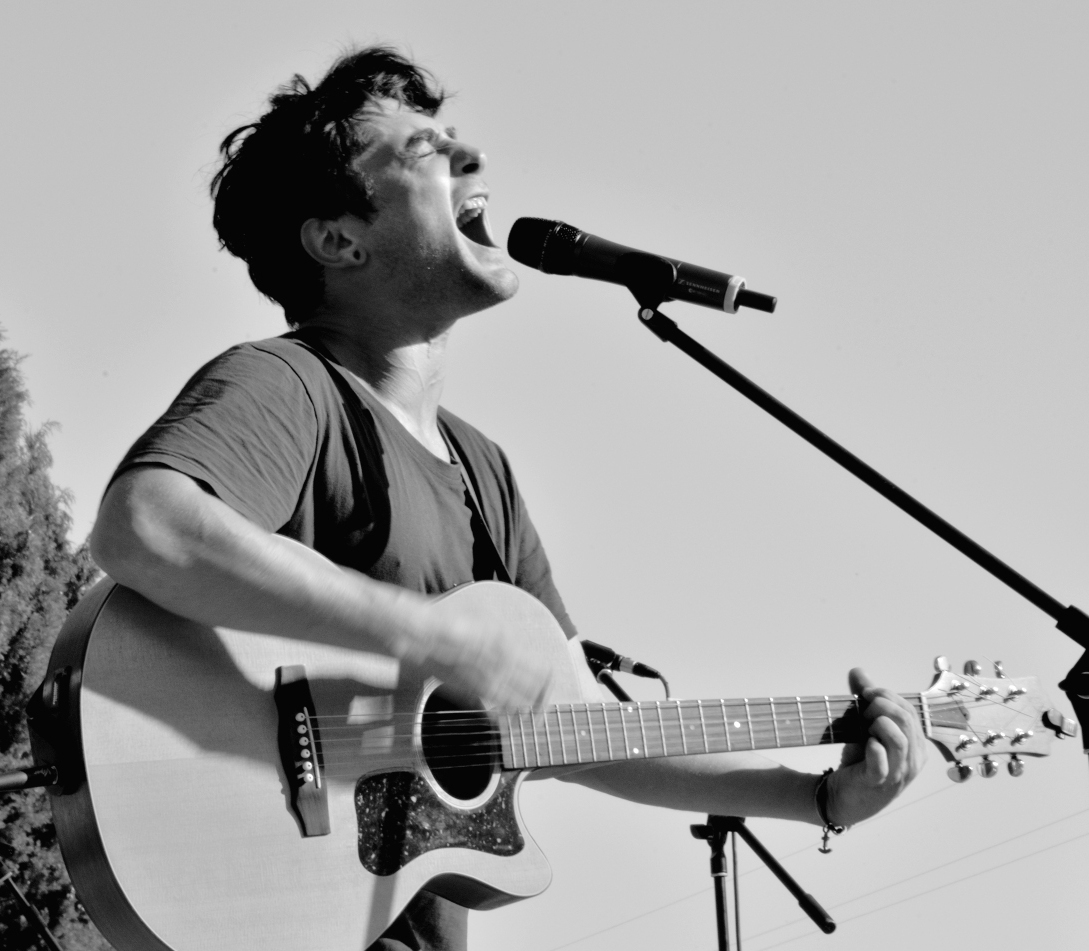
Giò Sada durante un live con i Barismoothsquad.

Nel 2007 entra nei No Blame, un gruppo musicale punk rock con cui si esibisce live sia in Italia che in altri paesi d'Europa. Nel 2008 la band pubblica il loro primo EP Keep the Hardcore Elite. Successivamente fa parte del gruppo punk hardcore Waiting for Better Days, maturando una serie di esperienze live, arrivando ad aprire un concerto della band californiana Ignite. Nel 2012 i Waiting For Better Days pubblicano l'album To Those Who Believe To Be Left Alone con l'etichetta indipendente Indelirium Records.
Nel 2011 avvia la carriera solista incidendo il singolo Salviamoci, con cui tenta l'approdo al Festival di Sanremo 2012 partecipando al concorso online SanremoSocial.
Nel 2013 collabora con il rapper Walino nel singolo Tears & Smiles e nello stesso anno forma il gruppo musicale Barismoothsquad, progetto nato da una sua idea che coinvolge musicisti provenienti da gruppi come Madrezma, MinusTree e Waiting for Better Days. I Barismoothsquad partecipano, con il brano Il mio sguardo di te, ad un concorso dedicato alle band emergenti per partecipare al concerto del Primo Maggio.
Nel luglio 2014 la band pubblica il loro primo e omonimo album, contenente nove tracce. Parallelamente all'attività musicale ha lavorato anche come facchino, montatore di palchi e attore teatrale. Nel 2015 partecipa in veste di protagonista alle riprese del film indipendente Priso - Dove chi entra urla, diretto da Fabrizio Pastore, tratto da racconto breve di Alessandra Minervini, la cui uscita nelle sale era prevista nel 2016, ma è slittatta con la prima al Teatro Anche Cinema Royal di Bari il 27 dicembre 2017.

### X Factor
Nell'estate 2015 partecipa alle audizioni della nona edizione del talent show X Factor, riuscendo ad accedere alle fasi successive ed entrare a far parte della categoria Over guidata da Elio. Nella stessa occasione il suo nome d'arte fino a quel momento utilizzato, "Giò Sada", è modificato momentaneamente in "Giosada". Arrivato alle fasi finali del programma, presenta l'inedito Il rimpianto di te, scritto dallo stesso con la collaborazione di Pacifico e Alberto Tafuri, e prodotto da Antonio Filippelli e Fabrizio Ferraguzzo.
Il 10 dicembre 2015 viene proclamato vincitore del programma. Il giorno dopo la vittoria viene pubblicato l'EP Giosada, contenente, oltre l'inedito, brani eseguiti durante la competizione, di artisti quali James Blake, The Who, The Doors, Kings of Leon e Devo. L'inedito raggiunge la posizione numero 6 della classifica FIMI dei singoli più venduti. Il 24 dicembre 2015 viene pubblicato sul canale Vevo del cantante il videoclip de Il rimpianto di te, diretto da Gaetano Morbioli. A marzo 2016 il singolo viene certificato disco d'oro con oltre 25 000 copie vendute.
Il 1º giugno 2016, attraverso il suo canale Vevo, viene pubblicato il videoclip di una cover di Come Away with Me di Norah Jones, eseguita da Giò Sada con la sua band Barismoothsquad. Il video fa parte del progetto "Nowhere Stage", dove il cantante e la sua band eseguono live acustici in luoghi isolati o abbandonati, dove difficilmente la musica può arrivare. A giugno 2016, assieme alla sua band Barismoothsquad, apre i due concerti italiani del gruppo danese Lukas Graham.

### Volando al contrario
Il 2 settembre 2016 è stato pubblicato il singolo Volando al contrario, che è anche il titolo del suo primo album in studio, pubblicato il 23 settembre. Il disco debutta all'ottavo posto delle graduatorie musicali italiane, stilate da FIMI. Il 1º dicembre 2016 inizierà un tour che lo porterà ad esibirsi live in vari club e teatri d'Italia. Il tour è stato anticipato da due date speciali come opening dei concerti di Max Gazzè a New York e dei Negrita a Los Angeles.
Il 1º dicembre 2016 uscirà nelle sale cinematografiche italiane il film d'animazione Rock Dog, per cui Giò Sada interpreta le versioni italiane dei brani originali della colonna sonora. Ad inizio dicembre viene pubblicato il singolo Deserto, secondo estratto da Volando al contrario. Sempre a dicembre Sky Arte HD trasmette il rockumentary Jack On Tour, che vede Giò Sada e Joe Bastianich viaggiare attraverso gli Stati Uniti per celebrare i 150 anni della distilleria Jack Daniel's.

### Gulliver
Nel febbraio 2019 dà vita ad un progetto artistico sotto l'alter ego di Gulliver. Anticipato dai singoli 100 vite, L'essere meccanico e Se non sono necessario, il 28 febbraio 2020 pubblica l'album Terranova, attraverso l'etichetta discografica Kallax Records.

### COMRAD
Nel 2021 forma la band punk rock COMRAD, con la quale pubblica l'EP Restiamo vicini. Il 12 maggio 2023 esce l'EP Placenta.

## Discografia

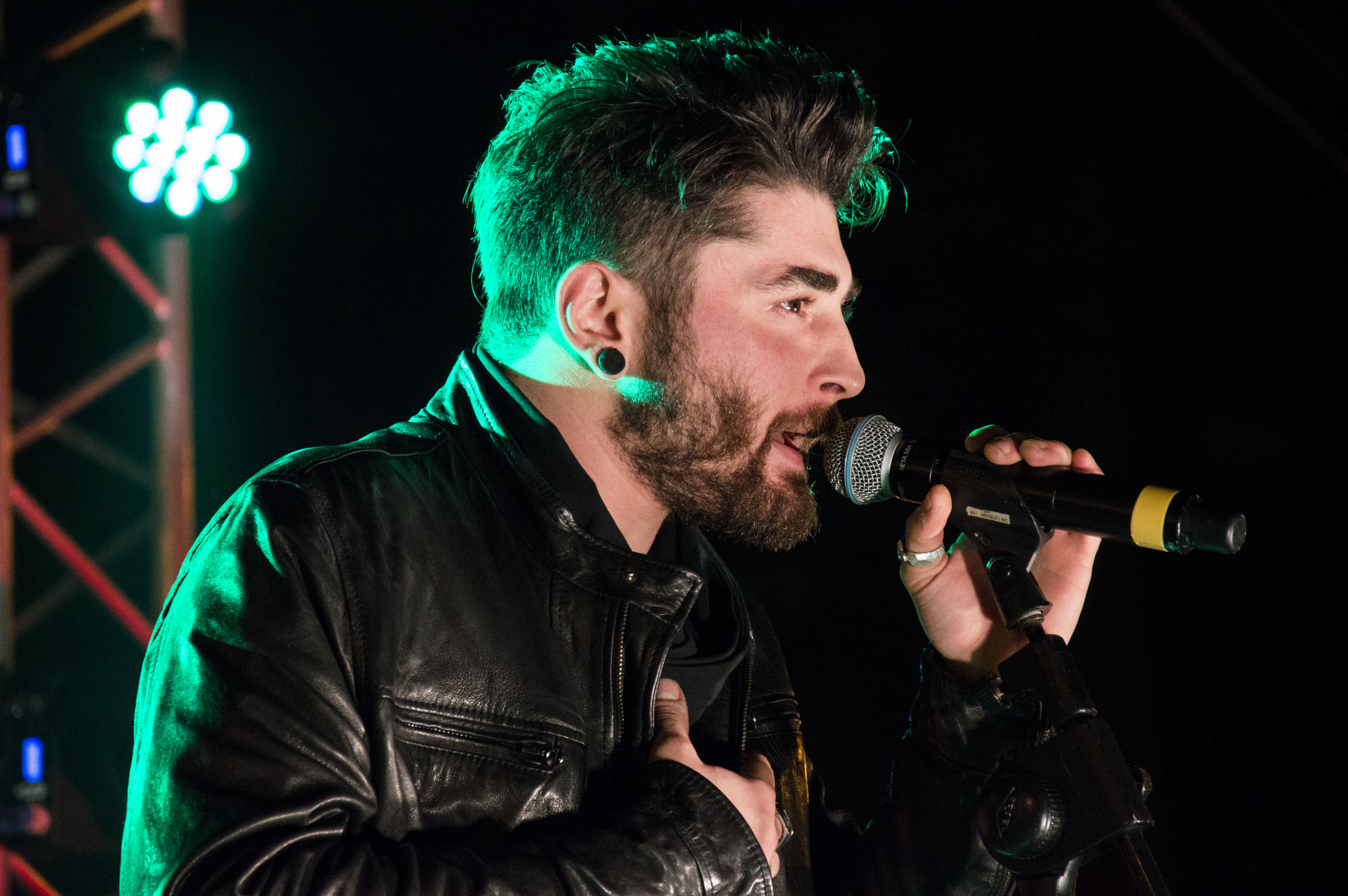
Giò Sada in concerto a Bari

### Da solista
Album in studio
- 2016 – Volando al contrario (come Giò Sada)
- 2020 – Terranova (come Gulliver)

Extended play
- 2015 – Giosada
- 2021 – Grande buio

Singoli
- 2011 – Salviamoci
- 2015 – Il rimpianto di te
- 2016 – Volando al contrario
- 2016 – Deserto
- 2017 – Lago
- 2019 – 100 vite (come Gulliver)
- 2019 – L'essere meccanico (come Gulliver)
- 2020 – Se non sono necessario (come Gulliver)

#### Collaborazioni
- 2012 – Linguelame feat. Gio Sada - Male lingue
- 2013 – Walino feat. Gio Sada - Tears & Smiles
- 2017 – J-Ax e Fedez feat. Giò Sada - Perdere la testa
- 2019 – The Pier feat. Giò Sada - It Will Work

### Con i No Blame
- 2008 – Keep the Hardcore Elite (EP)
- 2010 – Burning the Blindfolds

### Con i Waiting for Better Days
- 2012 – To Those Who Believe to Be Left Alone

### Con i Barismoothsquad
- 2014 – Barismoothsquad

### Con i COMRAD
- 2021 – Restiamo vicini (EP)
- 2023 – Placenta (EP)

## Filmografia
- Priso - Dove chi entra urla, regia di Fabrizio Pastore (2015)
- Argento, regia di Nicola Pertino (2016) - cortometraggio

## Riconoscimenti
- Vincitore della nona edizione di X Factor
- Premio Pugliese Doc 2015[26]